# Hydropsyche oslari
Hydropsyche oslari là một loài Trichoptera trong họ Hydropsychidae. Chúng phân bố ở miền Tân bắc.